# Maxmilian Pilát
Maxmilian Pilát, též Maxmilián Pilát (1. prosince 1861 (Brno) Heršpice – 16. prosince 1928 Brno), byl český a československý politik a poslanec Revolučního národního shromáždění za agrárníky.

## Biografie
Po ukončení základní školní docházky absolvoval středoškolská studia v Čáslavi. V roce 1881 pak složil v Praze odloženou maturitní zkoušku. Téhož roku nastoupil jako učitel do rodných Heršpic. V roce 1886 přešel na místo učitele na nově zřízené obecné škole v Bystřičce na Valašsku. Roku 1892 se s rodinou přestěhoval do Liptálu, kde dále působil jako učitel. Zde se začal veřejně a politicky angažovat. Byl členem obecního zastupitelstva. Působil v místním evangelickém sboru. Zasedal v přípravném výboru pro založení hasičského sboru v Liptále. Spoluzakládal rovněž místní pobočku Sokola. Ve volném čase se zabýval včelařstvím.
Od počátku 20. století byl aktivní v agrárním hnutí. V zemských volbách roku 1906 za agrárníky úspěšně kandidoval do moravského zemského sněmu a usedl do něj tak jako jeden z 15 českých agrárních poslanců. Reprezentoval českou kurii venkovských obcí, obvod Vsetín. Byl stoupencem mladého křídla strany okolo Františka Staňka. Na sněmu se věnoval otázkám školství, zemědělství a podporoval rozvoj silniční sítě. V zemských volbách roku 1913 kandidoval, ale nebyl zvolen. Kandidoval i do rakouské Říšské rady ve volbách roku 1911, ale porazil ho kandidát katolického tábora Josef Kadlčák.
Během října 1918 se angažoval při přebírání moci na Vsetínsku a byl členem tamního okresního národního výboru. Od roku 1918 do roku 1920 zasedal v Revolučním národním shromáždění za Republikánskou stranu československého venkova (od roku 1922 Republikánská strana zemědělského a malorolnického lidu). Mandátu se ujal v listopadu 1918. Byl profesí ředitelem škol.
Roku 1920 odešel do penze. Přesídlil do Brna. Až do závěru života byl tajemníkem agrární strany v Brně. Zemřel v prosinci 1928 v brněnské nemocici.
Jeho syn František Pilát pracoval ve Filmových ateliérech Baťa Zlín. Spolupracoval na počátečních filmech s Otakarem Vávrou. Později zastával vedoucí funkce v československém filmu po roce 1945.